# II. Marine Expeditionary Force

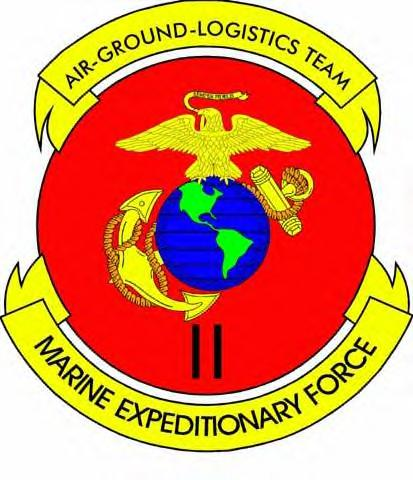
Wappen der IIMEF

Die II. Marine Expeditionary Force (II MEF) ist ein Großverband des US Marine Corps im Rahmen des Marine-Air-Ground-Task-Force-Konzepts (MAGTF).
Dieser 1962 gegründete Verband setzt sich primär aus der 2nd Marine Division, dem 2nd Marine Aircraft Wing und der 2nd Marine Logistics Group zusammen. Als Verband auf Korps-Ebene wird die II MEF von einem Lieutenant General kommandiert. Derzeitiger Kommandeur ist Lieutenant General David Ottignon. Die II MEF stellt die Marineinfanterietruppen für das US European Command, das US Central Command und das US Southern Command.

## Allgemein
Einsatzgruppierungen nach dem MAGTF-Konzept beinhalten grundsätzlich vier Grundkomponenten: Stabskomponente (Command Element), Bodenkampfkomponente (Ground Combat Element), Luftkampfkomponente (Aviation Combat Element) und eine Versorgungskomponente (Combat Service Support Element).
Die drei Marine Expeditionary Forces bilden die Fleet Marine Force, eine weltweit eingesetzte Krisenreaktionskraft, welche von den fünf Einsatzflotten der US Navy aus agiert. Dabei sind die I MEF und III MEF im Pazifikraum und die II MEF im Atlantikraum eingesetzt.
Das Hauptquartier der II MEF ist die Marine Corps Base Camp Lejeune in North Carolina. Zugehörige Einheiten sind:

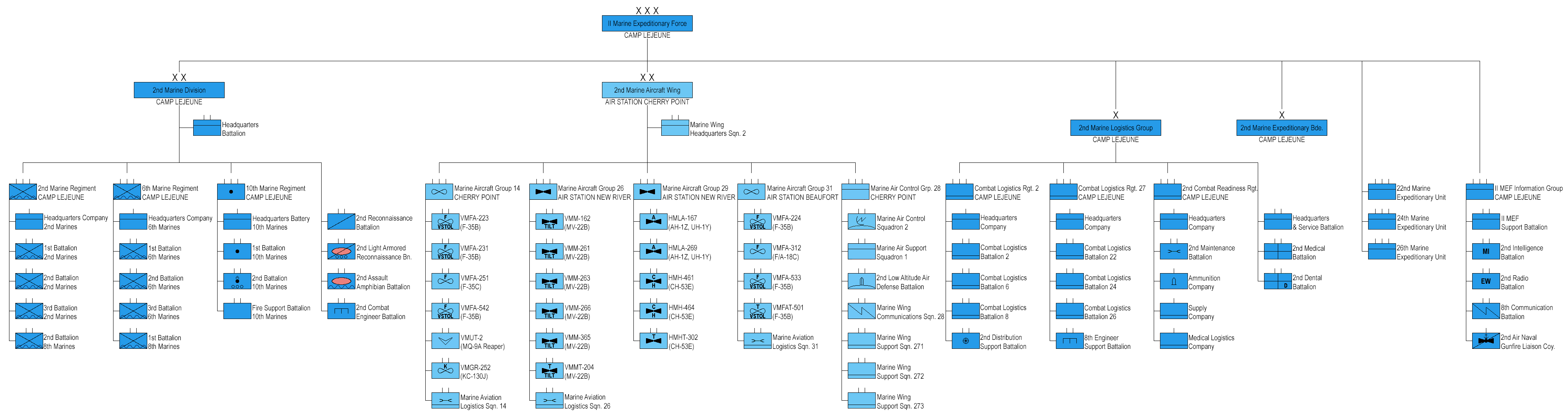
Struktur der II MEF 2025

- Bodenkampfkomponente: 2nd Marine Division
- Luftkampfkomponente: 2nd Marine Aircraft Wing
- Versorgungskomponente: 2nd Marine Logistics Group
- Stabskomponente: II Marine Expeditionary Force Headquarters Group
  - 2nd Intelligence Battalion
  - 8th Communication Battalion
  - 2nd Radio Battalion
  - 2nd Air Naval Gunfire Liaison Company
  - Chemical Biological Incident Response Force
- 2nd Marine Expeditionary Brigade
- 22nd Marine Expeditionary Unit
- 24th Marine Expeditionary Unit
- 26th Marine Expeditionary Unit